# Sceneffekt

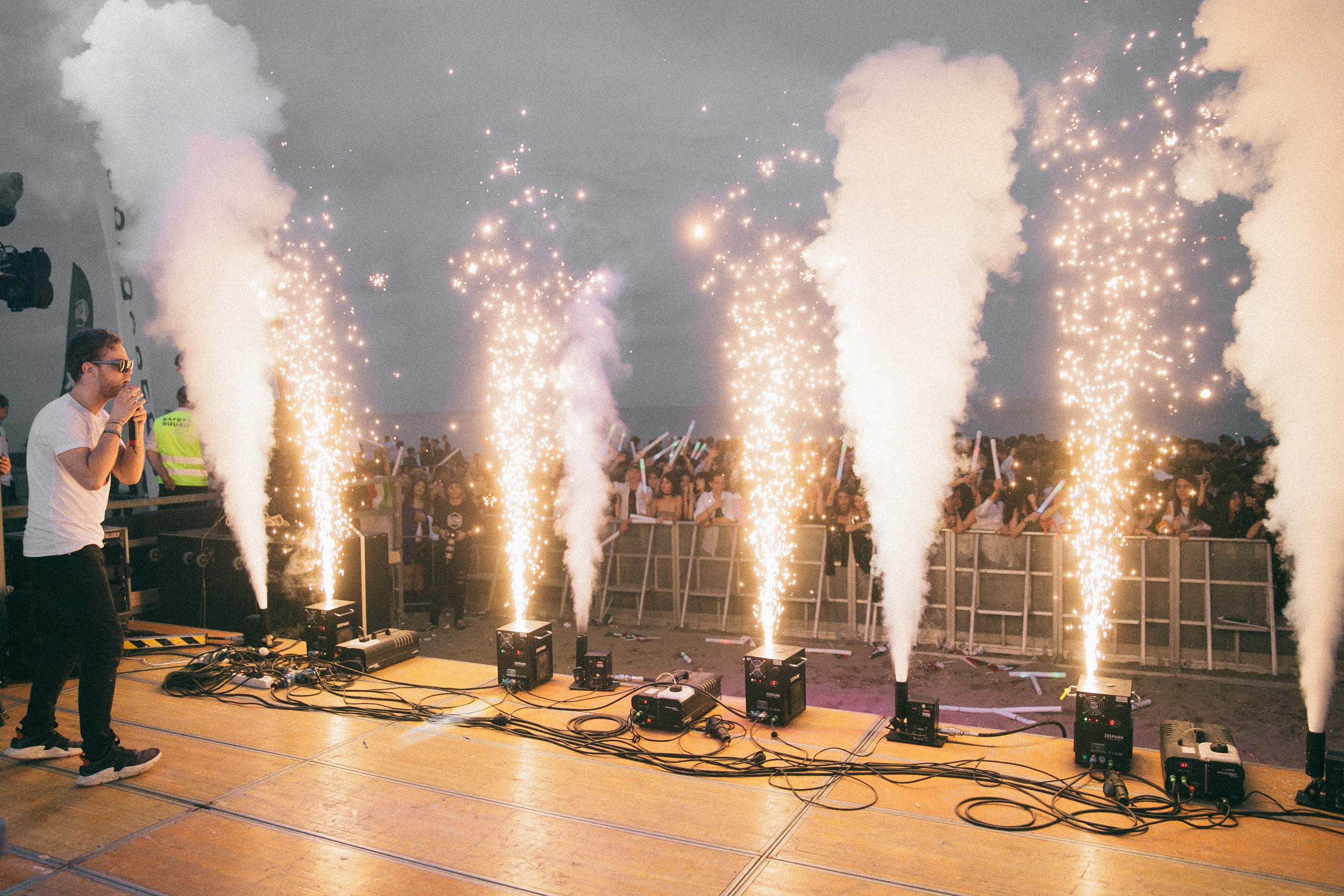

En sceneffekt är en pyroteknisk effekt som används på en scen, exempelvis vid rockkonserter eller teaterföreställningar. Det är även populärt att använda sceneffekter vid intron på ishockeymatcher.
Till skillnad från allmänna pyrotekniska pjäser är sceneffekter allt som oftast gjorda specifikt för inomhusbruk. Detta kännetecknas ofta av att de ger ifrån sig lite rök. Ofta är gnistorna från pjäserna "kalla", det vill säga att de inte är benägna att antända material som de kan komma i kontakt med. Professionella pyrotekniska pjäser för inomhusbruk är i regel alltid elektriskt styrda.
De pyrotekniska pjäserna är noggrant tillverkade och godkända för bruk i Sverige. De kontroller som görs tillgodoser att pyroteknikern vet att pjäsen levererar just den sprängkraft och effekt som den är märkt med.

## Vanliga pyrotekniska sceneffekter
- Fontän - Pjäs som sprutar lysande gnistor upp i luften. Fontäner når vanligtvis höjder mellan en halv meter upp till åtta meter. Pjäsen kommer ibland som förvandlingsfontän och byter då färg och/eller höjd på gnistorna efter en viss tid. Ibland kombineras även fontäner med en effekt liknande bengalisk eld.
- Vattenfall - Ser ut som en lina med ett antal brännare utplacerade med jämna mellanrum. Vid avfyrning regnar gnistor ner från varje brännare och effekten ser ut som ett vattenfall.
- Smällar - Olika typer av högljudda smällar finns. En del ger ifrån sig effektfull rök, andra bara ljud. Det finns ämnen att tillsätta för att få gnistor att spruta ut med hög hastighet vid avfyrandet för ytterligare effekt.